# Juan Arana Cañedo-Argüelles
Juan Arana Cañedo-Argüelles (San Adrián, Navarra, 1950) és un Catedràtic de Filosofia de la Universitat de Sevilla i professor visitant a Magúncia, Münster i París VI –La Sorbona-, director de la revista de filosofia Thémata i autor de nombrosos llibres, articles i col·laboracions en obres col·lectives.

## Biografia
Navarrès d'origen, en 1968 es va desplaçar a Madrid per començar els estudis d'enginyeria, però en 1970 va tornar a Navarra i va començar per lliure la carrera de filosofia i lletres, obtenint la llicenciatura en 1974. Al desembre de 1975 va obtenir una beca de recerca a la Universitat de Sevilla, i va intervenir activament en la creació de l'actual Facultat de Filosofia d'aquesta universitat, exercint diferents càrrecs administratius i impartint diverses assignatures. Abans d'ingressar com a professor adjunt numerari d'universitat (1982), compatibilitza la dedicació universitària i la realització de la tesi doctoral amb la impartició de classes en ensenyament mitjà (en 1977 n'havia tret les oposicions).
En 1984, Arana obté una beca Humboldt que li permet treballar durant 15 mesos a Mannheim, Münster i Erlangen. Més tard realitza estades perllongades a Friburg, Magúncia, Münster, Múnic i Berlín, amb el suport i assessorament, entre d'altres, dels professors Kaulbach, Inciarte i Saame. Durant el curs 1992-93 treballa com a professor convidat en la Universitat de París IV. Des de 1986 ocupa la càtedra de filosofia de la naturalesa de la Universitat de Sevilla.

## Activitat investigadora
Juan Arana pertany al Grup de Recerca “Filosofia i Cultura Contemporània” del Departament de Filosofia i Lògica i Filosofia de la Ciència de la Universitat de Sevilla. La seva labor de recerca s'ha centrat en la filosofia de la naturalesa, la ciència i el coneixement, amb especial interès en les seves arrels modernes i en la relació entre modernitat i religió. Ha escrit també sobre figures literàries com Borges i Octavio Paz, entre d'altres.
Ha estat responsable de l'ajuda a la Consolidació del Grup de Recerca HUM-110 (Universitat de Sevilla) en diferents anys i ha realitzat treballs d'assessorament a la recerca i en la formació d'investigadors.
Ha realitzat la traducció al castellà de la poc coneguda obra de Kant Pensaments Sobre la Veritable Estimació de les Forces Vives i el llibre de Leibniz Escrits de Dinàmica, i és autor de diverses veus en l'Enciclopèdia d'Obres de Filosofia.
Pel que fa al seu itinerari intel·lectual, ja des de l'inici, els interessos d'Arana es dirigeixen cap a les relacions entre ciència i filosofia. Entre 1975 i 1985 la seva recerca gira entorn de la figura de Kant, aprofundint en les arrels de la formació físic-matemàtica del pensador prussià per determinar els límits de la seva aptitud com a científic i filòsof de la ciència, descobrint, no sense certa decepció, que Kant no solament ignorava aspectes crucials de la recerca i els mètodes de càlcul, sinó que es va formar una imatge de la ciència influïda en punts decisius més per Descartes i Leibniz que per Newton. D'aquí la idea d'una "física pura" com saber apodíctic, patró forçat al que pretén sotmetre la metafísica en l'elaboració definitiva del seu sistema.
Convençut que la proposta kantiana tanca el pas a qualsevol plantejament fructífer de les relacions ciència-filosofia, Arana busca en altres autors de la mateixa època alternatives més prometedores, primer al segle xviii i més tard en el xvii. Aquesta orientació és prioritària en el seu treball durant els anys 1989-1999, la qual cosa dona lloc a nombrosos articles i traduccions, a més de tres monografies: Apariencia y Verdad. Estudio sobre la filosofía de P.L.M. de Maupertuis (1990), La mecánica y el espíritu. Leonhard Euler y los orígenes del dualismo contemporáneo (1994) i Las raíces ilustradas del conflicto entre fe y razón (1999).
A partir de 1999, Arana busca horitzons més amplis, més enllà del binomi Leibniz-Kant que havia centrat gran part de la seva atenció fins al moment. Ja en 1992 havia iniciat una línia paral·lela de recerca sobre les relacions entre filosofia i literatura, en la qual destaca l'atenció prestada a Jorge Luis Borges, a més d'altres escriptors, especialment hispanoamericans, com Octavio Paz i Nicolás Gómez Dávila, en un intent de no descurar cap dels temes que preocupen als homes de totes les èpoques.
Part important del treball realitzat en els últims quinze anys té a veure amb el seguiment dels científics contemporanis que no han perdut la sensibilitat filosòfica. Destaquen les contribucions que ha fet a dilucidar el pensament d'Einstein, Schrödinger i els responsables de la Interpretació de Copenhaguen, la qual cosa l'ha portat a intervenir en nombroses trobades interdisciplinàries per debatre aquest i altres punts on conflueixen la ciència i la filosofia. La cosmologia, ciències de l'atzar i la complexitat, teoria de l'evolució, biologia molecular, intel·ligència artificial i neurociències han despertat el seu interès. Fruit de tot això és el llibre Claves del conocimiento del mundo (2 toms), que seria reelaborat i unificat en un únic tom, Materia, universo, vida. Hi formula el propòsit de contribuir a l'elaboració d'una ontologia a l'altura dels temps, superant les barreres que el llenguatge i l'hàbit han oposat al diàleg fructífer entre tots els que d'una manera o altra estudien la naturalesa. Les tesis més rellevants d'aquesta obra tenen a veure amb la contraposició entre les visions monista i pluralista del cosmos. Segons Arana, l'intent de deduir la realitat d'un principi únic pot ser que deixi satisfets a aquells que, obsessionats per les simetries lògiques, creuen que d'aquesta manera el món seria més fàcil de comprendre, però en realitat manquem a priori de raons objectives que recolzin aquest intent. Arana pensa que el món, abans que per desxifrar-ho, s'“ofereix” per viure-ho.
Encara que Arana hagi buscat entre científics i literats bona part de la inspiració per dur a terme el seu treball, tampoc menysprea l'aportació dels filòsofs postkantians com Schopenhauer, Bergson i, particularment, Karl Popper.
Una altra de les tesis de Juan Arana és que el diàleg interdisciplinari no estaria complet si solament hi intervinguessin la filosofia, l'art i la ciència. A la religió també li correspon un lloc en aquest debat. «Les lectures d'autors il·lustrats em van convèncer que les actituds enfront de la religió van ser molt més complexes i interessants del que les històries a l'ús ens expliquen», dirà. Referent a aquest tema, se centra sobretot en quatre autors que li serveixen per exemplificar i discutir sobre el tema: Einstein, Schrödinger, Borges, Octavio Paz.
A més dels seus estudis sobre la filosofia i la cultura contemporània, dedica temps també a l'assaig i a l'assistència a fòrums de pensament, com l'Escola contemporània d'humanitats de Madrid.
En el seu últim títol publicat —Los filósofos y la libertad. Necesidad natural y autonomía de la libertad (2005)—, Arana aposta per la llibertat enfront de la tàctica de trivialitzar-la. En aquesta obra s'introdueix el diàleg amb nous autors (a més dels ja citats), com Skinner o Dennett.

### Llibres
- Apariencia y Verdad[Enllaç no actiu]. Buenos Aires, Argentina. Charcas. 1990. ISBN 84-375-0232-2
- Ciencia y Metafísica en el Kant Precrítico[Enllaç no actiu]. Sevilla. Servicio de Publicaciones de la Universidad de Sevilla. 1982. ISBN 84-7405-216-5
- Claves del Conocimiento del Mundo (Vol. 1-2). Sevilla. Kronos S.A. 1997. ISBN 84-88620-70-5
- Filosofía de lo Cotidiano: Hojas de Calendario[Enllaç no actiu]. Madrid, España. Biblioteca Nueva. 2005. 122. ISBN 84-9742-469-7
- La Eternidad de lo Efímero : Ensayos Sobre Jorge Luis Borges Arxivat 2021-01-15 a Wayback Machine.. Madrid. Biblioteca Nueva. 2000. 155. ISBN 84-7030-858-0
- La Mecánica y el Espíritu. Madrid. Complutense de Madrid. 1994. 231. ISBN 84-7491-517-1
- La Nueva Mecánica Ondulatoria y Otros Escritos. Madrid. Biblioteca Nueva. 2001. 117. ISBN 84-7030-956-0
- Las Raíces ilustradas del Conflicto entre Fe y Razón.  Encuentro. ISBN 978-84-7490-536-6.
- Los Filósofos y la Libertad : Necesidad Natural y Autonomía de la Voluntad. Madrid. Síntesis. 2005. 256. ISBN 84-9756-327-1
- Materia, Universo y Vida. Madrid. Tecnos. 2001. 570. ISBN 84-309-3837-0.
- El Dios sin rostro. Presencia del panteísmo en el pensamiento del siglo XX Arxivat 2021-07-29 a Wayback Machine., Madrid, Biblioteca Nueva, col. Ensayos, 2003, 140 pp. ISBN 84-9742-192-2.
- Apariencia y verdad. Estudio sobre la filosofía de P.L.M. de Maupertuis (1698-1759)[Enllaç no actiu], Buenos Aires, Editorial Charcas, 1990. 321 pp.
- El centro del laberinto. Los motivos filosóficos en la obra de Borges[Enllaç no actiu]. Pamplona, Eunsa, Colección biblioteca «NT». 1994, 183 pp. ISBN 84-313-1275-0.

### Articles
- "Nuevos rumbos en la relación ciencia-filosofía" Arxivat 2021-01-15 a Wayback Machine., Pensamiento 232 (2006), pp. 159-162, ISSN 0031-4749.
- "L'attività Scientifica e Il Credo Religioso Nei Secoli XIX e XX". 21mo Secolo. Vol. 2. Núm. 5. 2005. Pag. 11-20
- "La Imposoble Física de la Libertad". Themata. Revista de Filosofía. Vol. 32. Núm. 32. 2004. Pag. 253-264
- "Acción Física y Acción Mental". Themata. Revista de Filosofía. Vol. 30. Núm. 30. 2003. Pag. 55-70
- "La Cosmovisió D'erwin Schrödinger". Metode. Universitat de Valencia. Núm. 37. 2003. Pag. 29-32
- "La Incierta Sabiduría del Filósofo". Nueva Revista de Política, Cultura y Arte. Núm. 85. 2003. Pag. 124-134
- "La Responsabilidad Ética de la Ciencia". Medicina y Ética. Vol. 14. Núm. 2. 2003. Pag. 203-228
- "Libertad e Investigación Científica". Argumentos de Razón Técnica. Núm. 6. 2003. Pag. 45-59
- "Libertad y legalidad Arxivat 2009-12-22 a Wayback Machine.", en Thémata: Revista de filosofía, ISSN 0212-8365, Nº 38, 2007, pags. 371-379.
- "Las Quiebras de la Historia". Themata. Revista de Filosofía. Vol. 28. 2002. Pag. 311-314
- "Karl Popper y la Cuestión del Determinismo". Anuario Filosófico. Núm. 34. 2001. Pag. 119-138
- "La cosmovisió d'Erwin Schrödinger", en Mètode: Revista de difusió de la investigació de la Universitat de Valencia, ISSN 1133-3987, nº. 37, 2003, pags. 29-32.
- "La Larga Marcha Hacia la Libertad. la Evolución Ideológica de Octavio Paz". Isegoría. Revista de Filosofía Moral y Política. Núm. 22. 2000. Pag. 83-102
- "Física y libertad Arxivat 2009-12-22 a Wayback Machine.", en Thémata, nº 38, 2007.
- "¿Es Idealista la Interpretación de Copenhague de la Mecánica Cuántica?". Cuadernos de Ontología. Vol. 1. 2000. Pag. 185-202
- "Borges y el Compromiso del Escritor". Río de la Plata. Vol. 20/21. 1999. Pag. 297-311
- "Leonhard Euler y el concepto de materia", en Revista de Filosofía, nº 8, 1992, pags. 303-328.
- "La Escritura Como Destino. Borges y las Implicaciones Metafísicas de la Literatura". Topicos. Vol. 13. 1997. Pag. 27-44
- "Metafísica y libertad Arxivat 2009-02-05 a Wayback Machine.", en Thémata, nº 38, 2007.
- "Sobre la situación actual de la Universidad: problemas y soluciones", en Logos: Anales del Seminario de Metafísica, ISSN 1575-6866, nº 36, 2003, pags. 41-48.